# Майсуру
Майсуру (англ. Mysore, каннада: ಮೈಸೂರು) — місто, адмінцентр однойменного округу в штаті Карнатака, Індія. Населення 920 тис. чол. (2011).

## Географія
Розташований у відрогах Західних Гат, на висоті 770 м над рівнем моря. Відстань до Бангалора — 135 км.

## Історія

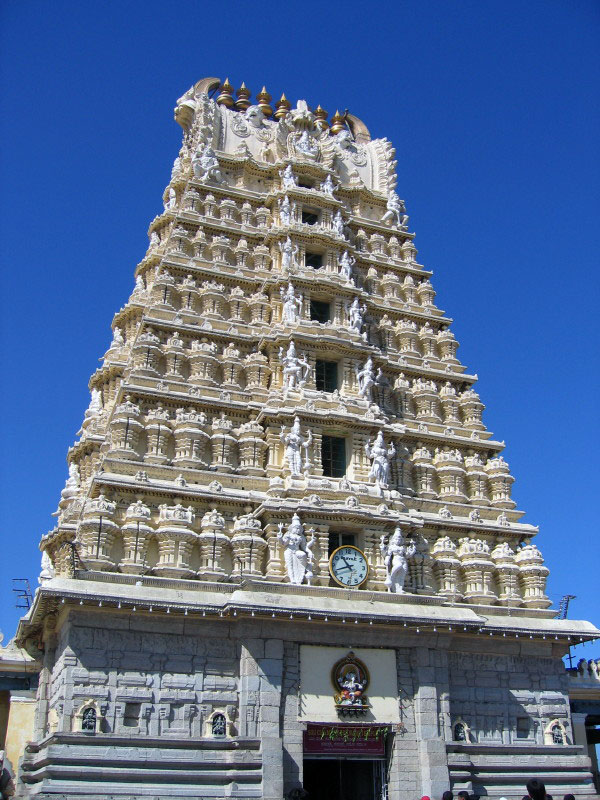
Індуїстський храм

Перші письмові згадки про місто стосуються 1499 року. Входило до складу імперії Віджаянагар аж до її розпаду; пізніше — одне з найважливіших міст однойменного султанату. У 1799—1831 і 1881—1947 роках — столиця султанату Майсур (залежного від Великої Британії). Другий з цих періодів став часом розквіту міста — був зведений Головний палац (1897) і численні індуїстські храми і мечеті. Після здобуття Індією незалежності — у складі однойменного штату, перейменованого в 1973-му в Карнатака.

## Князівство Майсур
Рід Водеярів походив з Дварки в Катхіаварі. Брати Віджайяраджа і Крішнараджа оселилися в XIV століття в майсурському окрузі Аштаграм. Один з них одружився з дочкою полегара (правителя) області Хаданару і завдяки цьому встановив свою владу в цих землях. Спочатку Водеяри були васалами Віджаянагарської імперії. Брати Віджайя і Крішна оселилися в двох фортецях регіону Хада. У XVI столітті Хірья Беттада Чамараджа III передав фортецю Пурагарх одному з трьох своїх синів, Аппане Тіммарадже II, який назвав її Манішасура. Ця назва потім трансформувалося в Майсур.
В 1564-му королівство стало незалежним від Віджайянагара. Протягом наступних двох століть Водеяри послідовно збільшували свої володіння. Однак в 1755 неповнолітній Махараджа потрапив під контроль Хайдара Алі, головного міністра і неофіційного регента. Хайдар Алі узурпував владу. Один за одним два махараджі були вбиті при підозрілих обставинах незадовго до досягнення повноліття, коли вони повинні були прийняти повну владу. Королівська сім'я фактично перебувала під арештом і з'являлася на публіці тільки на щорічному святі Дессара. Син і наступник Хайдара Алі, Типу Султан, скоро прийняв суверенну владу. Він прийняв титули султана і падишаха і навіть замінив ім'я могольського імператора в п'ятничній молитві на своє власне. Тісні зв'язки з французами обернулися для Типу Султана плачевно: він зазнав нищівної поразки від британців при Серінгапатамі в 1799. Влада традиційної династії була відновлена, на трон сів Муммаді Крішнараджа Водеяр III, 5-річний син останнього махараджі з роду Водеяров. До його повноліття регентом був Деван, а 1810-го Муммаді прийняв повну владу. В 1831 у він був фактично відсторонений від адміністративного контролю над країною, від його імені стали правити британці. В 1881 у адміністративний контроль було повернуто Водеярам. Майсур став першим індуським князівством (princely state) в Імперії (Британської Індії).

## Економіка
Майсур — один з найважливіших промислових центрів Карнатаки. Розвинена текстильна, хімічна, електротехнічна промисловість, є представництва IT-компаній. З традиційних галузей — виробництво шовку. Численні галузеві НДІ (харчових технологій, пластмас та ін.). Розвинений туризм і традиційні промисли (різьблення по сандаловому дереву і слоновій кістці).

## Освіта
Університет Майсура заснований у 1916 р. (6-й в Індії та 1-й у Карнатаці). В наш час[коли?] в ньому навчаються 58 000 студентів. Інший провідний виш — відкритий державний університет Карнатаки.

## Транспорт
Майсур пов'язаний з Бенгалуру автодорогою і залізничною магістраллю. Перевезення в середині міста обслуговуються автобусами, які, однак, поки не витіснили з вулиць міста рикш і коней.

## Туризм
Майсур є популярним місцем у штаті Карнатака, а також виступає як база для інших туристичних місць в околицях міста. Місто отримує максимальне число туристів в період фестивалю  Дасара, коли урочистості проходять протягом 10 днів.